# Stenobionti
Stenobionti so organizmi, za katere je značilna majhna toleranca glede abiotskih dejavnikov okolja. 
Stenobionti živijo v okolju z majhnimi nihanji temperature, vlage ipd. Najbolje se razvijajo in živijo v razmeroma stalnih razmerah ter ne prenašajo sprememb. Nihanja temperature za nekaj stopinj navzgor ali navzdol povzročajo motnje v delovanju stenobiontnih organizmov in lahko povzročijo celo njihovo odmrtje. Organizme, ki imajo ozko določene zahteve glede temperature, imenujemo stenotermni organizmi. Mednje sodijo koralnjaki, številne bakterije, termiti. Organizmom, ki živijo samo v okolju z določeno slanostjo, pravimo stenohalini organizmi. Stenobionti se pojavljajo v okolju, v katerem se življenjske razmere skoraj ne spreminjajo, njihov življenjski prostor pa je majhen v primerjavi z evribionti, organizmi, ki prenašajo večja nihanja temperature, svetlobe, slanosti ipd.